# Hericium botryoides
Hericium botryoides är en svampart som beskrevs av S. Ito & Otani 1957. Hericium botryoides ingår i släktet koralltaggsvampar och familjen Hericiaceae.   Inga underarter finns listade i Catalogue of Life.